# Xã Noble, Quận Ellsworth, Kansas
Xã Noble (tiếng Anh: Noble Township) là một xã thuộc quận Ellsworth, tiểu bang Kansas, Hoa Kỳ. Năm 2010, dân số của xã này là 87 người.